# دهستان شهدا (بهشهر)
دهستان شهدا (بهشهر) نام دهستانی در بخش یانه سر شهرستان بهشهر، استان مازندران در ایران است. براساس سرشماری مرکز آمار ایران در سال ۱۳۸۵، جمعیت آن ۳۳۴۱ نفر (۹۷۰ خانوار) بوده‌است.